# Coppa del Mondo di skeleton 2002
La Coppa del Mondo di skeleton 2001/02, sedicesima edizione della manifestazione organizzata dalla Federazione Internazionale di Bob e Skeleton, è iniziata il 16 novembre 2001 a Schönau am Königssee, in Germania e si è conclusa il 17 gennaio 2002 a Sankt Moritz, in Svizzera. Furono disputate dieci gare: cinque per quanto concerne gli uomini e altrettante per le donne in cinque località diverse.
Nel corso della stagione si tennero anche i XIX Giochi olimpici invernali di Salt Lake City 2002, negli Stati Uniti, competizione non valida ai fini della Coppa del Mondo.
Vincitori delle coppe di cristallo, trofeo conferito ai vincitori del circuito, furono lo svizzero Gregor Stähli per gli uomini, alla sua prima affermazione nel massimo circuito mondiale, e la britannica Alex Coomber per le donne, al suo terzo trofeo consecutivo dopo quelli conquistati nelle stagioni 1999/00 e 2000/01.

## Risultati

### Uomini
| Data             | Località             | Primi classificati      | Secondi classificati    | Terzi classificati      |
| ---------------- | -------------------- | ----------------------- | ----------------------- | ----------------------- |
| 16 novembre 2001 | Schönau am Königssee | Gregor Stähli Svizzera  | Chris Soule Stati Uniti | Jeff Pain Canada        |
| 21 novembre 2001 | Igls                 | Gregor Stähli Svizzera  | Martin Rettl Austria    | Chris Soule Stati Uniti |
| 14 dicembre 2001 | Calgary              | Gregor Stähli Svizzera  | Martin Rettl Austria    | Chris Soule Stati Uniti |
| 20 dicembre 2001 | Lake Placid          | Gregor Stähli Svizzera  | Jim Shea Stati Uniti    | Chris Soule Stati Uniti |
| 17 gennaio 2002  | Sankt Moritz         | Chris Soule Stati Uniti | Gregor Stähli Svizzera  | Duff Gibson Canada      |

### Donne
| Data             | Località             | Prime classificate       | Seconde classificate        | Terze classificate          |
| ---------------- | -------------------- | ------------------------ | --------------------------- | --------------------------- |
| 16 novembre 2001 | Schönau am Königssee | Steffi Hanzlik Germania  | Diana Sartor Germania       | Lindsay Alcock Canada       |
| 21 novembre 2001 | Igls                 | Maya Pedersen Svizzera   | Alex Coomber Regno Unito    | Lea Ann Parsley Stati Uniti |
| 14 dicembre 2001 | Calgary              | Lindsay Alcock Canada    | Maya Pedersen Svizzera      | Alex Coomber Regno Unito    |
| 20 dicembre 2001 | Lake Placid          | Alex Coomber Regno Unito | Ekaterina Mironova Russia   | Steffi Hanzlik Germania     |
| 17 gennaio 2002  | Sankt Moritz         | Michelle Kelly Canada    | Lea Ann Parsley Stati Uniti | Lindsay Alcock Canada       |

## Classifiche

### Uomini
| Pos. | Nome pilota      | Nazione     | KÖN | IGL | CAL | LAK | STM | Punti |
| ---- | ---------------- | ----------- | --- | --- | --- | --- | --- | ----- |
| 1    | Gregor Stähli    | Svizzera    | 1   | 1   | 1   | 1   | 2   | 245   |
| 2    | Chris Soule      | Stati Uniti | 2   | 3   | 3   | 3   | 1   | 218   |
| 3    | Martin Rettl     | Austria     | 26  | 2   | 2   | 8   | 5   | 157   |
| 4    | Jeff Pain        | Canada      | 3   | 12  | 8   | 4   | 7   | 155   |
| 5    | Jim Shea         | Stati Uniti | 7   | 4   | 6   | 2   | 25  | 151   |
| 6    | Duff Gibson      | Canada      | 10  | 8   | 4   | 22  | 3   | 139   |
| 7    | Philippe Cavoret | Francia     | 6   | 5   | 12  | 16  | 12  | 123   |
| 8    | Lincoln DeWitt   | Stati Uniti | 22  | 11  | 5   | 13  | 25  | 117   |
| 9    | Willi Schneider  | Germania    | 8   | 6   | 17  | 7   | 20  | 115   |
| 10   | Christian Auer   | Austria     | 14  | 15  | 10  | 6   | 9   | 115   |

### Donne
| Pos. | Nome pilota        | Nazione     | KÖN | IGL | CAL | LAK | STM | Punti |
| ---- | ------------------ | ----------- | --- | --- | --- | --- | --- | ----- |
| 1    | Alex Coomber       | Regno Unito | 5   | 2   | 3   | 1   | 5   | 115   |
| 2    | Maya Pedersen      | Svizzera    | 4   | 1   | 2   | 5   | 4   | 114   |
| 3    | Lindsay Alcock     | Canada      | 3   | 4   | 1   | 8   | 3   | 109   |
| 4    | Lea Ann Parsley    | Stati Uniti | 6   | 3   | 4   | 4   | 2   | 105   |
| 5    | Michelle Kelly     | Canada      | 7   | 7   | 6   | 6   | 1   | 90    |
| 6    | Steffi Hanzlik     | Germania    | 1   | 5   | 10  | 3   | 14  | 89    |
| 7    | Diana Sartor       | Germania    | 2   | 10  | 11  | 7   | 13  | 69    |
| 8    | Ekaterina Mironova | Russia      | 18  | 16  | 5   | 2   | 7   | 66    |
| 9    | Monique Riekewald  | Germania    | 9   | 6   | 8   | 11  | 8   | 64    |
| 10   | Tristan Gale       | Stati Uniti | 12  | 8   | 13  | 9   | 10  | 53    |